# Deportes Quindío
Corporación Deportes Quindío is een Colombiaanse voetbalclub uit Armenia, de hoofdstad van het departement Quindío. De club werd opgericht op 8 januari 1951 en komt uit in de Copa Mustang, de Colombiaanse eredivisie.
De club behaalde zijn grootste succes in de beginjaren van zijn bestaan. In 1956 werd de club voor de eerste, en tot nog toe, laatste maal landskampioen. Doordat dit landskampioenschap werd behaald voor de oprichting van de Copa Libertadores in 1960 kwam de club nooit uit in dit toernooi. In 1999 degradeerde Deportes Quindío naar de tweede divisie, maar in 2001 keerde de club alweer terug op het hoogste niveau. Sinds de invoering van de play-offs in 2002 is het de club nog nooit gelukt om de halve finales van deze play-offs te halen. In het seizoen 2013 degradeerde Deportes Quindío naar de Categoría Primera B.

## Erelijst
- Landskampioen (1)

1956
- Categoría Primera B (1)

2001

## Stadion
Deportes Quindío speelt zijn thuiswedstrijden in het Estadio Centenario. Dit stadion biedt plaats aan 29 000 toeschouwers en werd in 1988 in gebruik genomen. Diverse internationale toernooien werden in dit stadion gespeeld, waaronder enkele wedstrijden tijdens de strijd om de Copa América van 2001.

## Bekende (oud-)spelers
- Jorge Bermúdez
- Óscar Córdoba
- Hugo Galeano
- Domingo González
- Heberth González
- Rubén Darío Hernández
- Jaime Morón
- Astolfo Romero
- Hugo Rodallega
- León Villa

## Kampioensteam
- 1956 — Julio Asciolo [Arg], Antonio Bermúdez, Alejandro Carrillo, Manuel Dante País [Arg], Ricardo Díaz, Eliécer Duque, Alejandrino Genes [Par], Jaime Gutierrez, Jesús Hernández, José Francisco Lombardo [Arg], Alvaro Martínez, Mario Salazar, Francisco Solano Patiño [Par], Roberto Urruti [Arg], Nelson Vargas. Trainer-coach: José Francisco Lombardo [Arg].